# Anemia dentata
Anemia dentata är en ormbunkeart som beskrevs av Gardner, William D. Field och Gardner. Anemia dentata ingår i släktet Anemia och familjen Anemiaceae. Inga underarter finns listade.